# Marine royale néerlandaise
La Marine royale néerlandaise (en néerlandais : Koninklijke Marine, KM) est la marine de guerre néerlandaise. Établie dans sa forme actuelle le 15 mars 1815, elle constitue l'une des quatre branches des Forces armées néerlandaises. Son ancêtre la plus ancienne, la marine des Pays-Bas des Habsbourg, est fondée le 8 janvier 1488 par l'amiral Philippe de Clèves. Elle compte[Quand ?] 65 bâtiments pour un effectif d'environ 10 000 personnes.

## Historique

### Création de la Marine royale néerlandaise

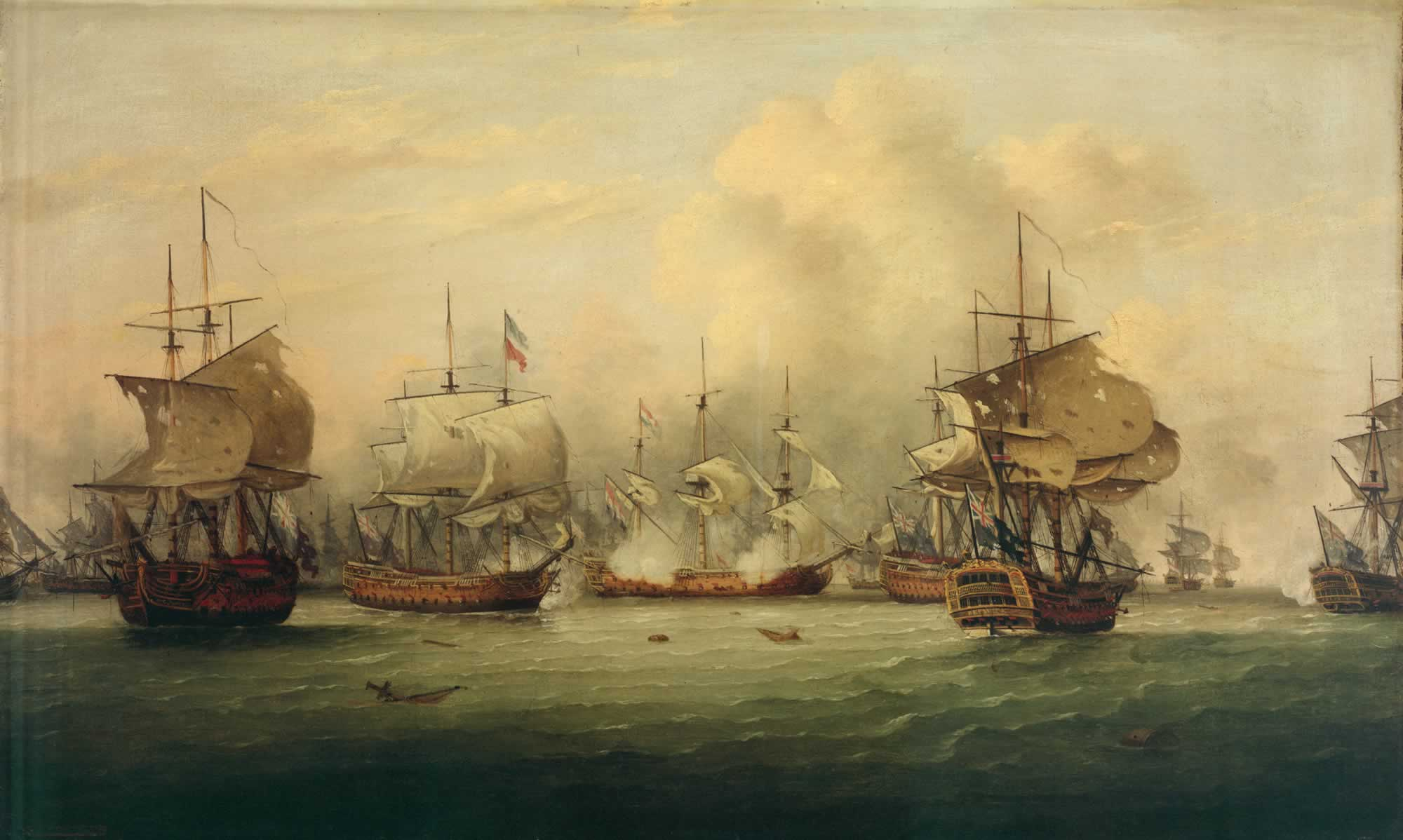
La bataille du Dogger Bank en 1781 vit la participation de la marine de la république des Provinces-Unies.

La Marine royale néerlandaise est fondée lors de la création du royaume uni des Pays-Bas en 1815. Elle succède à la flotte de la République batave et à celle du royaume de Hollande, héritières de la Marine de la république des Provinces-Unies (Staatse vloot), qui est longtemps l'une des grandes marines d'Europe et affronte fréquemment ses homologues espagnole, britannique et française jusqu'aux guerres napoléoniennes.
En 1829, elle fonde l'Institut Royal de la Marine pour la formation de ses officiers de marine.
Elle se consacre alors essentiellement à la défense des Indes orientales néerlandaises (actuel Indonésie) qui voit trois forces navales distinctes : 
- L'escadron auxiliaire : formé de navires de la Koninklijke Marine détachés dans cette colonie.  Elle est sous le contrôle du Ministère de la Marine et doit gardé la région contre les puissances étrangères ;
- La Indische Military Marine (Marine militaire indienne). Contrôlé par le Gouverneur Général des Indes orientales néerlandaises, avec des bateaux payés par le Ministère des affaires coloniales, et servi par du personnel de la Marine Royale. Elle assuré le maintien de l'autorité néerlandaise dans la colonie ;
- La Gouvernementsmarine (Marine gouvernementale). Police maritime payé et contrôlé par le gouverneur général.

Au déclenchement de la Première Guerre mondiale durant laquelle les Pays-Bas resteront neutres, elle dispose de la flotte suivante :
- 7 navires de défense côtière : le  croiseur cuirassé HNLMS De Zeven Provinciën, les trois croiseurs cuirassés de la classe Koningin Regentes et les trois croiseurs de la classe Evertsen ;
- 4 croiseurs de la croiseurs protégés de la classe Holland ;
- 8 destroyers de la classe Wolf ;
- 6 submersibles ;
- 35 torpilleurs ;
- 35 divers dont une majorité de canonnières.

### Evolution du financement
Grande puissance navale jusqu'a la fin du 18e siècle, elle décline lors de la seconde révolution industrielle où la marine connaît une profonde évolution passant des voiliers aux navires à vapeur, puis aux cuirassés, augmentant considérablement le coût d'un navire de guerre. Pour illustrer : entre 1880 et 1913, le budget de la Royal Navy  britannique est passé de 126 millions à 643 millions de florins, soit une augmentation de 410 %. Au cours de la même période, le budget néerlandais de la marine a augmenté de 12,6 millions à 19,8 florins, soit une augmentation de 57 %. Le budget néerlandais représentait-il en 1880 10 % du budget britannique, en 1913 il était tombé à 3,1 %.

### Implication dans les conflits
La Marine royale néerlandaise dispose, au début de la Seconde Guerre mondiale, de cinq croiseurs, huit destroyers, 24 sous-marins et navires plus petits, ainsi que 50 avions.
Elle participa à la bataille des Pays-Bas en 1940 et combattu contre l'empire du Japon lors des campagnes du Pacifique. Elle perd une vingtaine de navires et 2 500 marins durant la Seconde Guerre mondiale. 
Sa flotte de surface subit une importe défaite alors qu'elle dépendait du American-British-Dutch-Australian Command lors de la Première bataille de la mer de Java le 27 février 1942. 900 marins néerlandais dont l'amiral Karel Doorman sont morts dans le naufrage de deux croiseurs légers, les HNLMS De Ruyter et HNLMS Java d'un destroyer, le HNLMS Kortenaer. Mais ses forces sous-marines coulèrent lors des premières semaines de la guerre du Pacifique plus de navires japonais que l'US Navy et la Royal Navy réunis.
Elle lutte ensuite lors de la révolution nationale indonésienne, puis en 1962 lors de la bataille de la mer d'Arafura.

### Guerre froide
Les Pays-Bas sont un des membres fondateurs de l'Organisation du traité de l'Atlantique nord (OTAN). Leur marine participe depuis son activation en 1968 à la Standing Naval Force Atlantic renommé en 2005 Standing NATO Maritime Group 1. Dans ce cadre, les Lockheed P-2 Neptune puis les Lockheed P-3 Orion de la Marine royale néerlandaise basé à Leyde et à Curaçao pouvaient utiliser des grenades anti-sous-marines nucléaires américaines entreposées au Royaume-Uni durant la guerre froide à la suite d'un mémorandum signé en 1965.
En 1980, sa flotte de surface est composée de 12 frégates de la classe Kortenaer de 3 050 t en service de 1978 à 2003, de deux grandes frégates anti-aériennes de la classe Tromp déplaçant 4 377 t en service de 1974 à 2000 et de six frégates de lutte anti-sous-marine de la classe Van Speijk en service de 1967 à 1989, soit 20 grandes unités de surface combattantes, Sa force sous-marine a huit bateaux, quatre classe Dolfijn en service de 1960 à 1992, deux classe Zwaardvis en service de 1972 à 1995 et les deux premiers des quatre classe Walrus.

### Dans les années 2020
En 2023, elle dispose de 4 frégates de défense aérienne et de commandement  de la classe De Zeven Provinciën déplaçant 6 050 tonnes entré en service entre 2003 et 2005 et 2 de la classe Karel Doorman, dont l'une est inactive par manque de personnels. La flotte sous-marine a 4 bateaux de la classe Walrus. 
En avril 2023, le ministère néerlandais de la Défense annonça la commande de missiles de croisière BGM-109 Tomahawk block IV, afin de doter d’une capacité de frappe contre la terre les quatre frégates « De Zeven Provinciën » ainsi que deux des quatre sous-marins de la classe Walrus. Le premier tir d'essai à lieu le 11 mars 2025 depuis le HNLMS De Ruyter (F804) au large de la base navale de Norfolk. Elle devient la 4e marine à employé ce missile.

## Préfixes des navires
Le préfixe international pour la marine néerlandaise est HNLMS (His/Her Netherlands Majesty’s Ship, « Navire de sa Majesté des Pays-Bas »). HNMS est quelquefois utilisé, bien que ce préfixe soit aussi utilisé pour les navires de la Marine royale norvégienne. La Marine royale néerlandaise utilise elle les préfixes Zr. Ms. (Zijner Majesteits) quand un roi est sur le trône et Hr. Ms. (Harer Majesteits) quand il s'agit d'une reine, les deux ayant le sens de (navire) de Sa Majesté.

## Composition

### Composition au début des années 2020
- Navires d'escorte :
  - 6 frégates :

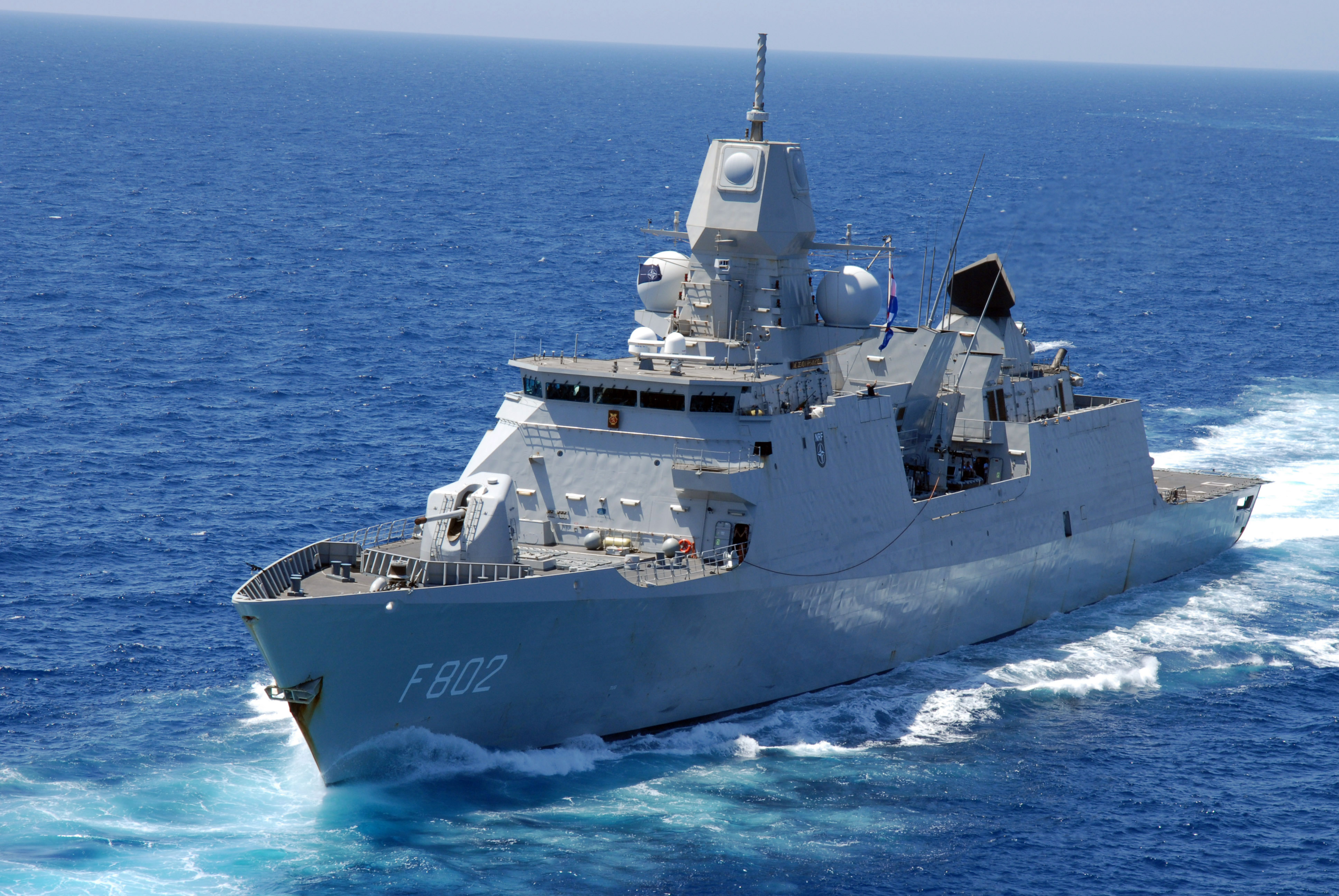
La frégate tête de série de la.

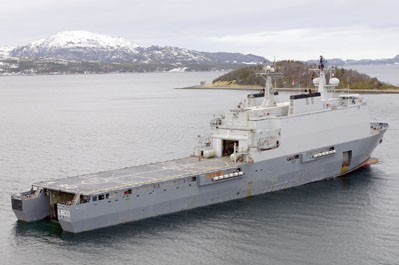
HNLMS Rotterdam (1998)

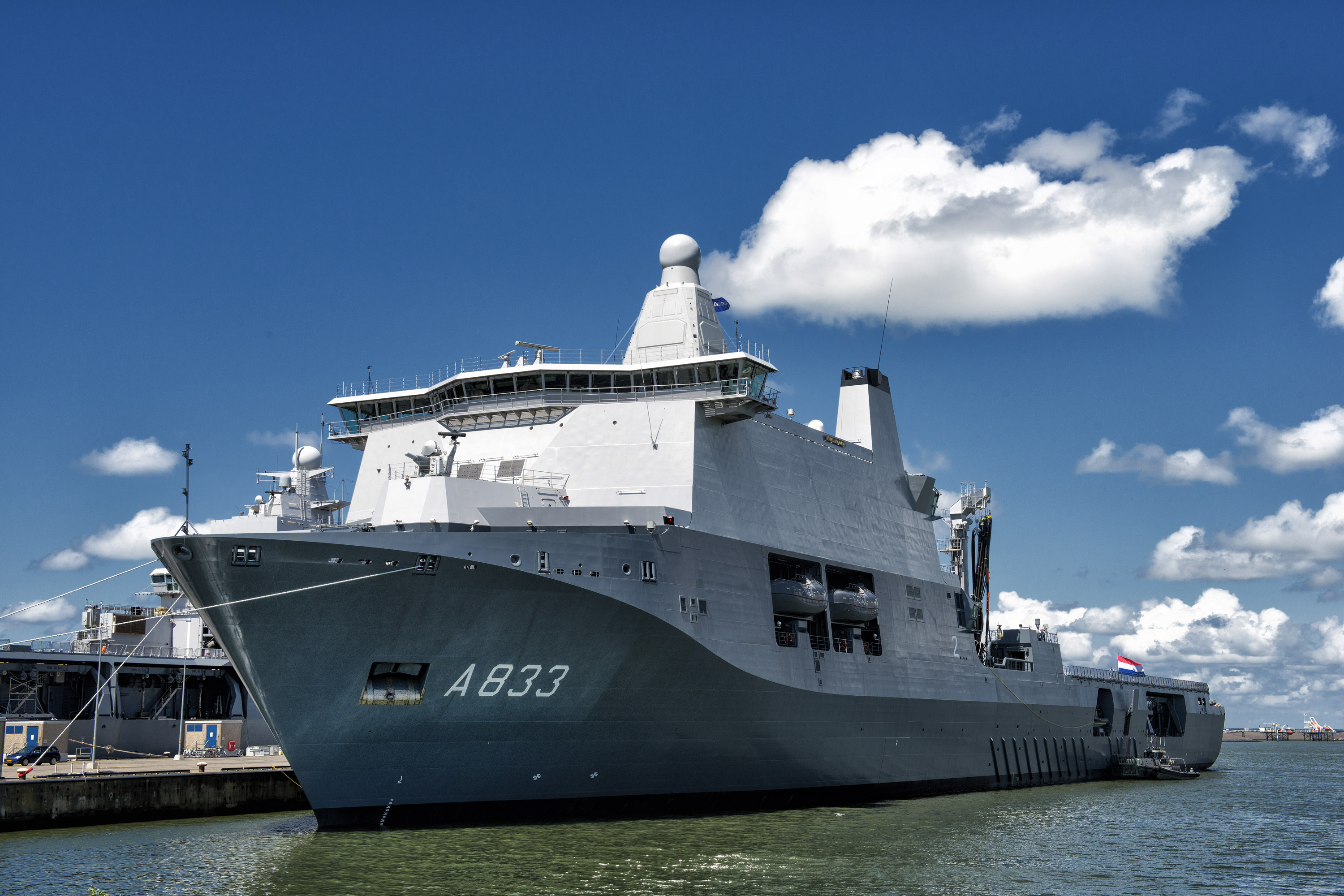
HNLMS Karel Doorman (A833) à Le Helder

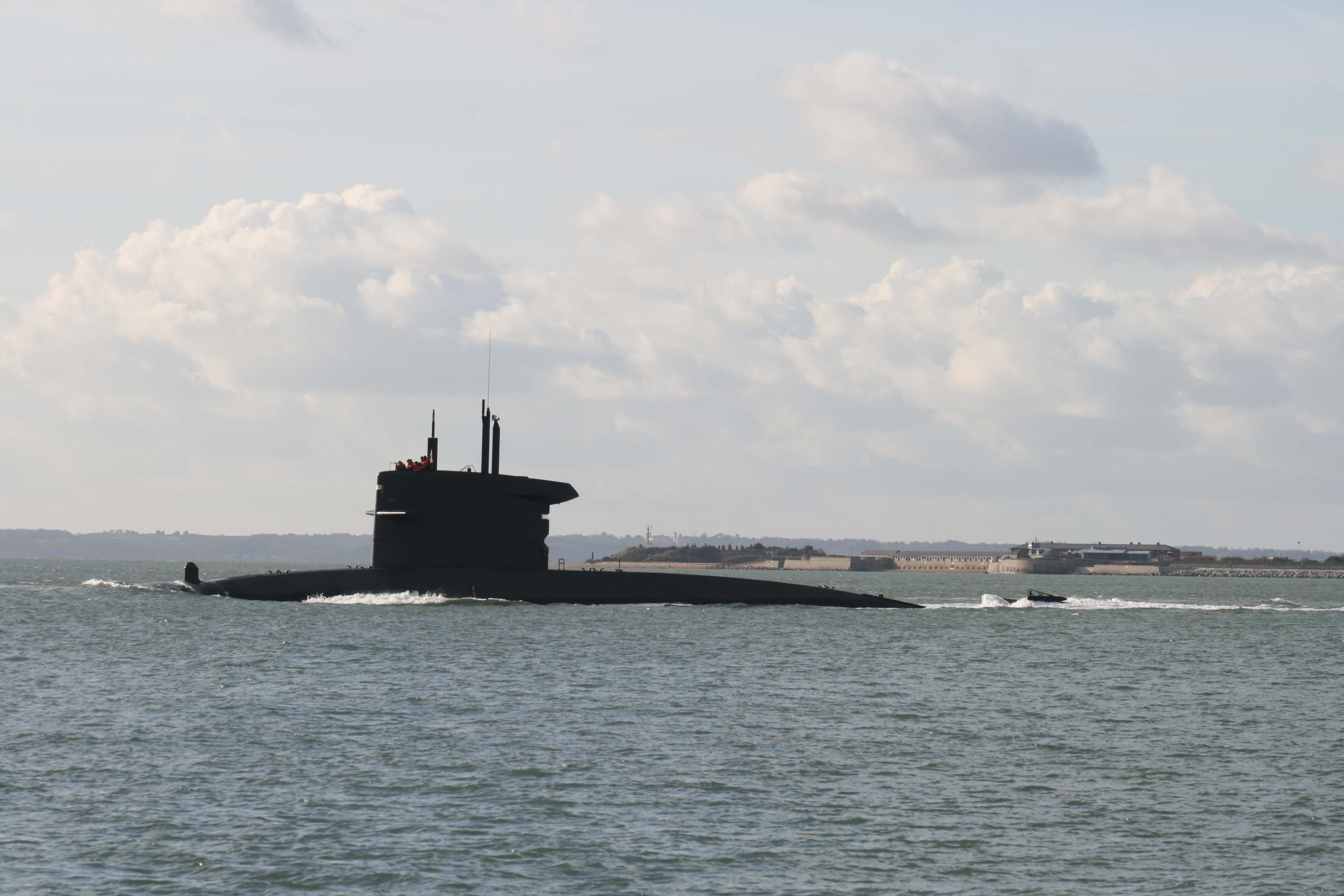
Sous-marin HNLMS Dolfijn de classe Walrus.

    - 4 classe De Zeven Provinciën : De Zeven Provinciën (F802), Tromp (F803), De Ruyter (F804) et Evertsen (F805) ;
    - 2 classe Karel Doorman : Van Speikk (F828) et Van Amstel (F831).

  - Navires de patrouille :
    - 4 patrouilleurs classe Holland : Holland (P840), Zeeland (P841), Friesland (P842) et Groningen (P843).

  - Navires de transport de chalands de débarquement :
    - 2 classe Rotterdam : Zr. Ms. Rotterdam et Zr. Ms. Johan de Witt.

  - Navire de ravitaillement :
    - HNLMS Karel Doorman (A833).
- Navires de guerre des mines :
  - 6 chasseurs de mines : classe Alkmar ;
  - 4 dragueurs de mines : classe Dokkum.
- Sous-marins :
  - 3 sous-marins : (classe Walrus) Zeeleeuw (S803), Dilfijn (S808) et Bruinvis (S810) ;
  - 1 navire de soutien sous-marin : HNLMS Mercuur.
- Navires auxiliaires :
  - 2 navires hydrographiques : HNLMS Snellius (A802) et HNLMS Luymes (A803) ;
  - 3 garde-côtes ;
  - 1 navire école : Urania (Y8050) ;
  - 1 navire de soutien logistique : Pelikaan (A804) ;
  - 4 remorqueurs côtiers ;
  - 7 remorqueurs ;
  - 17 engins de débarquement.
- Corps de Marine :
  - 2 bataillons d'infanterie ;
  - 1 bataillon logistique (LOGBAT) ;
  - 1 bataillon d'appui au combat amphibie (AMFGEVSTBAT).

Les hélicoptères embarqués par les unités marines sont enregistrés sous tutelle de l'Aéronautique navale néerlandaise.

### Porte-avions

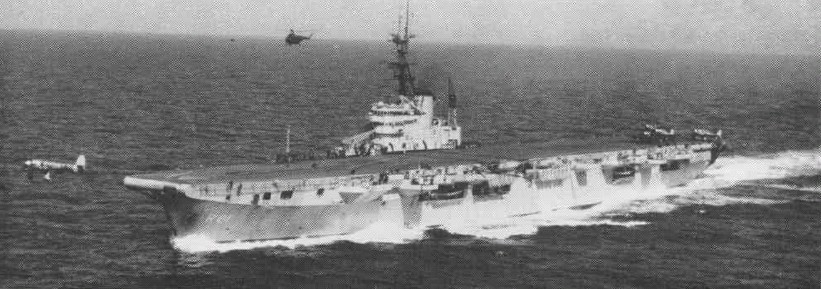
Le Karel Doorman (R81) lançant un Hawker Sea Fury en 1956.

Durant la bataille de l’Atlantique de la Seconde Guerre mondiale, les Pays-Bas acquièrent une certaine expérience en opérant les CAM ships Gadila et Macoma. Dès 1946, la Koninklijke Marine reçoit de la Royal Navy le porte-avions d'escorte HMS Nairana, un bâtiment de classe Nairana, qu’elle renomme en HNLMS Karel Doorman (QH1). Le bâtiment est retourné aux Britanniques en 1948.
Le 2 juin, Le HMS Venerable (R63), un porte-avions de classe Colossus, construit entre 1942 et 1945, entre en service en devenant le 2e HRMS Karel Doorman (R81). Durant ses premières années de service, le bâtiment embarque 24 Fairey Firefly et Sea Fury destinés à l'appui aérien rapproché et à l’attaque en mer, plus un Sea Otter de SAR, remplacé par un hélicoptère Sikorsky S-51. De 1955 à 1958, le Karel Doorman est considérablement transformé (installation d'un pont oblique à 8°, remplacement de l’îlot d’origine par des superstructures inspirées de celles des croiseurs de classe De Ruyter, nouvel armement à base de 10 canons Bofors 40L70 de 40 mm, nouveaux radars). Les deux années suivantes, le groupe aéronaval 5 (Smaldeel V) évolue en mer du Nord avec à son bord 14 bombardiers Avenger, 10 chasseurs Sea Hawk et 2 hélicoptères S-55. Le 30 mars 1960, le bâtiment est envoyé en Extrême-Orient pour « montrer les couleurs » durant la conquête par l'Indonésie de la Nouvelle-Guinée. En 1961, l'avionique est une nouvelle fois améliorée et la Smaldell V mène ses opérations pour l’OTAN à partir d’Invergordon (Écosse) avec la lutte anti-sous-marine pour mission principale. L'aviation embarquée est donc modifiée et comprend huit Grumman S-2 Tracker et six hélicoptères S-58, bien que l'on ait décidé son retrait du service au début des années 1970, des avions de patrouille maritime ASM le remplaçant dans ce rôle.
En 1968, le Karel Doorman est immobilisé par un incendie. Le coût des réparations est tel que le bâtiment est vendu à l’Argentine. Il faut attendre 40 ans pour que la Koninklijke Marine s'intéresse à nouveau aux porte-aéronefs. La famille Enforcer des arsenaux néerlandais Royal Schelde, qui comprend des bâtiments modulaires allant du LPD de 8 000 ou 13 000 tonnes de classe Rotterdam (deux exemplaires en service) au LHD de 18 000 tonnes, pourrait répondre à ce besoin.

#### Retirés
- 1 CATOBAR CV (HNLMS Karel Doorman (QH1), ex-HMS Nairana (D05), 1946-1948) ;
- 1 CATOBAR CV (HNLMS Karel Doorman (R81), ex-HMS Venerable (R63) de classe Colossus, 1948-1969).

#### Envisagé
- 1 LHD